# Karviná
Karviná (phát âm tiếng Séc: [ˈkarvɪnaː] ⓘ; tiếng Ba Lan: Karwina, phát âm tiếng Ba Lan: [karˈvina] ⓘ, tiếng Đức: Karwin) là một thành phố nằm bên bờ sông Olza thuộc vùng Morava-Slezsko của Cộng hòa Séc. Đây là trung tâm hành chính của huyện Karviná. Nằm trong khu vực lịch sử Cieszyn Silesia, đây là một trong những khu vực mỏ than quan trọng nhất của đất nước. Cùng với các thị trấn lân cận, nó tạo thành vùng công nghiệp khai thác than Ostrava-Karviná.
Dân số thành phố năm 2001 là 65.141 người, trong đó có 8,5% là người Slovak, 8% là người Ba Lan. Trong quá khứ, đây từng là thị trấn có cộng đồng người Đức đáng kể. Ngoài ra, tại đây hiện cũng đang có cộng đồng người Rumani đang phát triển.

## Lịch sử
Cho đến thế kỷ 19, Karviná vẫn chỉ là một ngôi làng có tầm quan trọng không nhiều tại Cieszyn Silesia khi nó nằm gần thị trấn quan trọng của vùng là Fryštát. Những phát hiện về than đã giúp Karviná và các làng gần đó phát triển nhanh chóng, đường sắt đã sớm được xây dựng. Sau khi chia tách Cieszyn Silesia vào năm 1920, nó đã trở thành một phần của Tiệp Khắc với tư cách là một trung tâm khai thác than chính của đất nước. Năm 1923, nó trở thành một thị trấn. Vào tháng 10 năm 1938, Karviná đã bị Ba Lan sáp nhập vào, cùng với toàn bộ vùng được gọi là Zaolzie. Trong Chiến tranh thế giới lần thứ hai, nó là một phần của Đức Quốc xã. Sau chiến tranh, nó lại trở thành một phần của Tiệp Khắc. Năm 1948, Karviná cùng với Fryštát và các làng xung quanh Darkov, Ráj và Staré Město đã được sáp nhập để trở thành thành phố Karviná. Huy hiệu của Fryštát được chọn làm huy hiệu của Karviná và Fryštát trở thành trung tâm lịch sử của thành phố công nghiệp này.
Giai đoạn sau Thế chiến thứ hai được đặc trưng bởi định hướng kinh tế về công nghiệp nặng. Hiện tại thị trấn vẫn phụ thuộc vào ngành công nghiệp nặng nhưng đang chuyển dịch cơ cấu dần sang phát triển các hoạt động kinh tế khác. Karviná cũng là trung tâm giáo dục của vùng với nhiều trường trung học chuyên biệt và đặc biệt là Khoa Thương mại và Kinh doanh của Đại học Silesian ở Opava. Năm 1995, Karviná trở thành một thành phố theo luật định của Cộng hòa Séc.

## Nhân vật nổi tiếng
- Jaroslav Bába, vận động viên người Séc
- Emanuel Grim, linh mục và nhà văn Công giáo Ba Lan
- Louis Kentner, nghệ sĩ piano Hungary
- Eva Kurfürstová, vận động viên trượt tuyết của Séc
- Gustaw Morcinek, nhà văn Ba Lan
- Petra Němcová, người mẫu Séc
- Wacław Olszak, thị trưởng của Karviná (1929–1936)
- Wilhelm Przeczek, nhà văn Ba Lan
- Denisa Ščerbová, vận động viên người Séc
- Radek Štěpánek, tay vợt người Séc
- Dana Zátopková, vận động viên người Séc

## Quan hệ quốc tế
Thành phố kết nghĩa với các thành phố khác gồm:
| - Jastrzębie Zdrój, Ba Lan - Jaworzno, Ba Lan - Martin, Slovakia | - Rybnik, Ba Lan, kể từ ngày 30 tháng 4 năm 2004 - Skoczów, Ba Lan - Wodzisław Śląski, Ba Lan |